# Fußballclub Gelsenkirchen-Schalke 04
L'FC Schalke 04, nom complet, Fußball-Club Gelsenkirchen-Schalke 04, és un club de futbol alemany del districte de Schalke, a la ciutat de Gelsenkirchen (Rin del Nord-Westfàlia).

## Història
El club va ser fundat el 4 de maig de 1904 amb el nom de Westfalia Schalke. El 1912 es va unir a un club gimnàstic, el Schalker Turnverein 1877. L'any 1915 se'n separà i el SV Westfalia Schalke tornà a l'escena esportiva de forma independent. Quatre anys més tard tornaren a unir-se i esdevingueren Turn- und Sportverein Schalke 1877. L'any 1924 la secció de futbol tornà a separar-se de la de gimnàstica adoptant el nom, FC Schalke 04, i els actuals colors, blau i blanc. El 1928, amb el creixement del club, aquest modificà el seu nom per dir-se FC Gelsenkirchen-Schalke 04.
L'himne del club és una cançó titulada Blau und Weiss wie liebe ich dich ("Blau i blanc, tal com t'estimo").
En els anys 50 es va fer famós el seu estil de joc anomenat Schalker Kreisel que era com un precursor dels actuals rondós. Aleshores, el seu camp es deia el Glückauf Kampfbahn. Glück auf vol dir sort, i era la salutació que utilitzaven els miners de la Conca del Ruhr.
El club té, actualment, uns 66.000 socis i a més de futbol disposa de seccions de bàsquet, handbol i atletisme.

## Palmarès
- 1 Copa de la UEFA: 1996-97.
- 2 Copa Intertoto: 2003, 2004.
- 7 Lliga alemanya de futbol: 1934, 1935, 1937, 1939, 1940, 1942, 1958.
- 5 Copa alemanya de futbol: 1938, 1972, 2001, 2002, 2011.
- 1 Supercopa alemanya de futbol: 2011.
- 1 Copa de la Lliga alemanya de futbol: 2005.
- 1 Copa dels Alps: 1968.

## Futbolistes

### Plantilla 2024-25
A 3 febrer 2025 
| N. | Pos. | Nac. | Jugador                 |
| -- | ---- | --- | ----------------------- |
| 2  | DEF  | [[Fitxer:Flag of Argentina.svg\|23x15px\|border \|alt=Argentina\|link=Selecció de futbol de l'Argentina\|{{#if:\|]]             | Felipe Sánchez          |
| 5  | DEF  | [[Fitxer:Flag of England.svg\|23x15px\|border \|alt=Anglaterra\|link=Selecció de futbol d'Anglaterra\|{{#if:\|]]                | Derry Murkin            |
| 6  | MIG  | [[Fitxer:Flag of Germany.svg\|23x15px\|border \|alt=Alemanya\|link=Selecció de futbol d'Alemanya\|{{#if:\|]]                    | Ron Schallenberg        |
| 7  | MIG  | [[Fitxer:Flag of Germany.svg\|23x15px\|border \|alt=Alemanya\|link=Selecció de futbol d'Alemanya\|{{#if:\|]]                    | Paul Seguin             |
| 8  | DAV  | [[Fitxer:Flag of Germany.svg\|23x15px\|border \|alt=Alemanya\|link=Selecció de futbol d'Alemanya\|{{#if:\|]]                    | Amin Younes             |
| 9  | DAV  | [[Fitxer:Flag of Mali.svg\|23x15px\|border \|alt=Mali\|link=Selecció de futbol de Mali\|{{#if:\|]]                              | Moussa Sylla            |
| 10 | DAV  | [[Fitxer:Flag of Senegal.svg\|23x15px\|border \|alt=Senegal\|link=Selecció de futbol del Senegal\|{{#if:\|]]                    | Pape Meïssa Ba          |
| 14 | MIG  | [[Fitxer:Flag of Germany.svg\|23x15px\|border \|alt=Alemanya\|link=Selecció de futbol d'Alemanya\|{{#if:\|]]                    | Janik Bachmann          |
| 15 | DAV  | [[Fitxer:Flag of Denmark.svg\|23x15px\|border \|alt=Dinamarca\|link=Selecció de futbol de Dinamarca\|{{#if:\|]]                 | Emil Højlund            |
| 16 | MIG  | [[Fitxer:Flag of Uruguay.svg\|23x15px\|border \|alt=Uruguai\|link=Selecció de futbol de l'Uruguai\|{{#if:\|]]                   | Mauro Zalazar           |
| 17 | DEF  | [[Fitxer:Flag of Switzerland.svg\|23x16px\|border \|alt=Suïssa\|link=Selecció de futbol de Suïssa\|{{#if:\|]]                   | Adrian Gantenbein       |
| 18 | DAV  | [[Fitxer:Flag of Ghana.svg\|23x15px\|border \|alt=Ghana\|link=Selecció de futbol de Ghana\|{{#if:\|]]                           | Christopher Antwi-Adjei |
| 19 | DAV  | [[Fitxer:Flag of Turkey.svg\|23x15px\|border \|alt=Turquia\|link=Selecció de futbol de Turquia\|{{#if:\|]]                      | Kenan Karaman (capità)  |
| 20 | MIG  | [[Fitxer:Flag of Germany.svg\|23x15px\|border \|alt=Alemanya\|link=Selecció de futbol d'Alemanya\|{{#if:\|]]                    | Arış Bayındır           |
| 22 | DEF  | [[Fitxer:Flag of Mali.svg\|23x15px\|border \|alt=Mali\|link=Selecció de futbol de Mali\|{{#if:\|]]                              | Ibrahima Cissé          |
| 23 | DEF  | [[Fitxer:Flag of Germany.svg\|23x15px\|border \|alt=Alemanya\|link=Selecció de futbol d'Alemanya\|{{#if:\|]]                    | Mehmet-Can Aydın        |
| 24 | DAV  | [[Fitxer:Flag of France (1794–1815, 1830–1974).svg\|23x15px\|border \|alt=França\|link=Selecció de futbol de França\|{{#if:\|]] | Ilyes Hamache           |

| N. | Pos. | Nac. | Jugador          |
| -- | ---- | --- | ---------------- |
| 25 | MIG  | [[Fitxer:Flag of Morocco.svg\|23x15px\|border \|alt=Marroc\|link=Selecció de futbol del Marroc\|{{#if:\|]]                                | Aymen Barkok     |
| 26 | DEF  | [[Fitxer:Flag of the Czech Republic.svg\|23x15px\|border \|alt=República Txeca\|link=Selecció de futbol de la República Txeca\|{{#if:\|]] | Tomáš Kalas      |
| 27 | POR  | [[Fitxer:Flag of Germany.svg\|23x15px\|border \|alt=Alemanya\|link=Selecció de futbol d'Alemanya\|{{#if:\|]]                              | Loris Karius     |
| 28 | POR  | [[Fitxer:Flag of Germany.svg\|23x15px\|border \|alt=Alemanya\|link=Selecció de futbol d'Alemanya\|{{#if:\|]]                              | Justin Heekeren  |
| 29 | MIG  | [[Fitxer:Flag of Germany.svg\|23x15px\|border \|alt=Alemanya\|link=Selecció de futbol d'Alemanya\|{{#if:\|]]                              | Tobias Mohr      |
| 30 | DEF  | [[Fitxer:Flag of Germany.svg\|23x15px\|border \|alt=Alemanya\|link=Selecció de futbol d'Alemanya\|{{#if:\|]]                              | Anton Donkor     |
| 31 | DEF  | [[Fitxer:Flag of Germany.svg\|23x15px\|border \|alt=Alemanya\|link=Selecció de futbol d'Alemanya\|{{#if:\|]]                              | Taylan Bulut     |
| 32 | POR  | [[Fitxer:Flag of Germany.svg\|23x15px\|border \|alt=Alemanya\|link=Selecció de futbol d'Alemanya\|{{#if:\|]]                              | Luca Podlech     |
| 33 | DEF  | [[Fitxer:Flag of Germany.svg\|23x15px\|border \|alt=Alemanya\|link=Selecció de futbol d'Alemanya\|{{#if:\|]]                              | Vitalie Becker   |
| 34 | POR  | [[Fitxer:Flag of Austria.svg\|23x15px\|border \|alt=Àustria\|link=Selecció de futbol d'Àustria\|{{#if:\|]]                                | Michael Langer   |
| 35 | DEF  | [[Fitxer:Flag of Poland.svg\|23x15px\|border \|alt=Polònia\|link=Selecció de futbol de Polònia\|{{#if:\|]]                                | Marcin Kamiński  |
| 36 | DEF  | [[Fitxer:Flag of Germany.svg\|23x15px\|border \|alt=Alemanya\|link=Selecció de futbol d'Alemanya\|{{#if:\|]]                              | Niklas Barthel   |
| 37 | MIG  | [[Fitxer:Flag of Germany.svg\|23x15px\|border \|alt=Alemanya\|link=Selecció de futbol d'Alemanya\|{{#if:\|]]                              | Max Grüger       |
| 38 | MIG  | [[Fitxer:Flag of Austria.svg\|23x15px\|border \|alt=Àustria\|link=Selecció de futbol d'Àustria\|{{#if:\|]]                                | Tristan Osmani   |
| 39 | DAV  | [[Fitxer:Flag of Germany.svg\|23x15px\|border \|alt=Alemanya\|link=Selecció de futbol d'Alemanya\|{{#if:\|]]                              | Peter Remmert    |
| —  | MIG  | [[Fitxer:Flag of Germany.svg\|23x15px\|border \|alt=Alemanya\|link=Selecció de futbol d'Alemanya\|{{#if:\|]]                              | Dominick Drexler |
| —  | POR  | [[Fitxer:Flag of Germany.svg\|23x15px\|border \|alt=Alemanya\|link=Selecció de futbol d'Alemanya\|{{#if:\|]]                              | Ralf Fährmann    |

### Jugadors històrics destacats
- Aílton
- Rüdiger Abramczik
- Victor Agali
- Hamit Altıntop
- Jörg Böhme
- Dieter Burdenski
- Dieter Eckstein
- René Eijkelkamp
- Klaus Fischer
- [[Stef

fen Freund]]
- Michaël Goossens
- Mike Hanke
- Wilfried Hannes
- Matthias Herget
- Kurt Jara
- Sven Kmetsch
- Helmut Kremers
- Jens Lehmann
- Lincoln
- Thomas Linke
- Martin Max
- Caspar Memering
- Andreas Möller
- Emile Mpenza
- Jiří Němec
- Norbert Nigbur
- Christian Poulsen
- Oliver Reck
- Frank Rost
- Rolf Rüssmann
- Ebbe Sand
- Harald Schumacher
- Wim Suurbier
- Olaf Thon
- Nico Van Kerckhoven
- Sven Vermant
- Tomasz Wałdoch
- Marc Wilmots
- Wolfram Wuttke
- Raúl González